# Główczyno
Główczyno (niem. Egloffstein) – osada w Polsce, położona w województwie warmińsko-mazurskim, w powiecie kętrzyńskim, w gminie Barciany. Wchodzi w skład sołectwa Gęsiki.
| SIMC    | Nazwa | Rodzaj     |
| ------- | ----- | ---------- |
| 0469205 | Cacki | przysiółek |

W latach 1975–1998 osada administracyjnie należała do województwa olsztyńskiego.
Główczyno w XVIII w. wykazywane było jako folwark.